# バラハス
バラハスまたはバラーハス （Barajas）は、スペイン、マドリードの区。

## 概要
北はアルコベンダス、東はパラクエージョス・デル・ハラーマとサン・フェルナンド・デ・エナーレス、南はサン・ブラス区、西はオルタレーサ区と接する。
5つの地区から構成されている。
- 21.1 - アラメーダ・デ・オスーナ
- 21.2 - アエロプエルト
- 21.3 - カスコ・イストリコ・デ・バラハス
- 21.4 - ティモン
- 21.5 - コラレホス

元々はマドリード郊外にある独立した自治体であったが、1949年にマドリードに編入された。マドリード＝バラハス空港が建設されると、区域が空港の土地やアラメーダ・デ・オスーナ（19世紀までマドリードに属していた）を吸収していった。歴史の古いアラメーダ・デ・オスーナより西の地区、ティモンやコラレホスの成長が著しい。
空港に近接していることは成長の要因であるが、同時に航空機による騒音公害も拡大した。

## 交通
- マドリード地下鉄5号線、エル・カプリーチョ駅、アラメーダ・デ・オスーナ駅。マドリード地下鉄8号線、カンポ・デ・ラス・ナショーネス駅、アエロプエルトT1-T2-T3駅、バラハス駅、アエロプエルトT4駅。

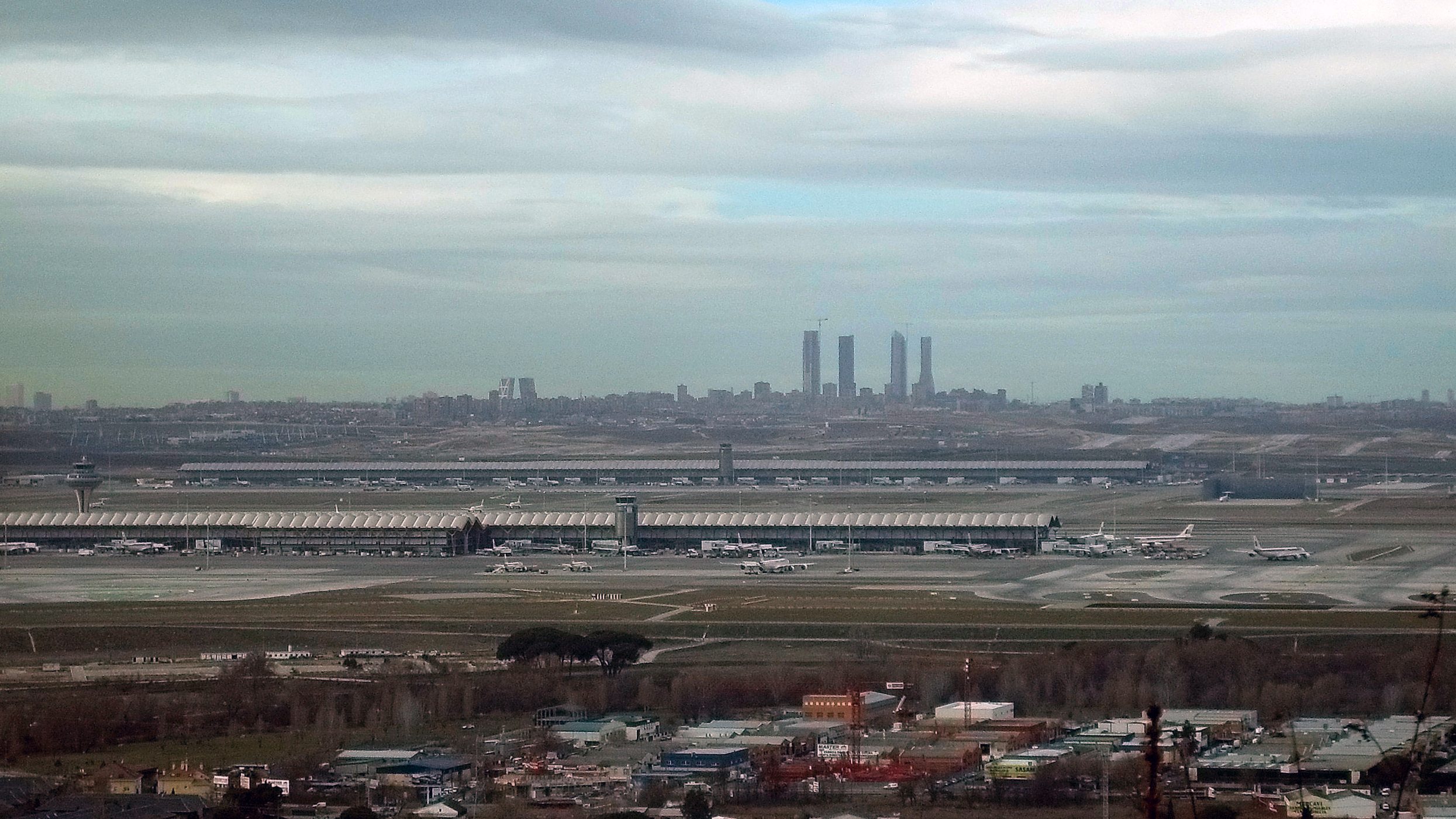
パラクエージョス・デル・ハラーマから見たマドリード＝バラハス空港